# Eleição municipal de Sobral em 2000
A eleição municipal de Sobral em 2000 ocorreu em 1 de outubro do mesmo ano, para a eleição de um prefeito, um vice-prefeito e 21 vereadores para a administração da cidade. O prefeito Cid Gomes (PPS) foi reeleito em primeiro turno, com 68,28% dos votos válidos, para governar a cidade pelo período de 1º de janeiro de 2001 a 31 de dezembro de 2004.

## Candidatos
|  | Nº | Candidato(a) a prefeito | Candidato(a) a prefeito                       | Candidato(a) a vice-prefeito | Candidato(a) a vice-prefeito                       | Coligação |
|  | -- | ----------------------- | --------------------------------------------- | ---------------------------- | -------------------------------------------------- | --- |
|  | 23 |                         | Cid Gomes (PPS) Cid Ferreira Gomes            |                              | Edilson Aragão (PT) Francisco Edilson Ponte Aragão | "Sobral em Boas Mãos" - Partido Popular Socialista (PPS) - Partido dos Trabalhadores (PT) - Partido Progressista Brasileiro (PPB) - Partido Comunista do Brasil (PCdoB) - Partido Social Democrático (PSD) - Partido da Social Democracia Brasileira (PSDB) - Partido Trabalhista Brasileiro (PTB) |
|  | 25 |                         | Marco Prado (PFL) Marco Antônio Barroso Prado |                              | Ricardo Prado (PFL) José Ricardo Barroso Prado     | "Sobral Cheiro de Povo" - Partido da Frente Liberal (PFL) - Partido do Movimento Democrático Brasileiro (PMDB) |

## Resultado da eleição para prefeito
| 1º Turno 1 de outubro de 2000 | 1º Turno 1 de outubro de 2000 | 1º Turno 1 de outubro de 2000 | 1º Turno 1 de outubro de 2000 |
| Candidato(a)                  | Vice                          | Votação                       | Votação                       |
| Candidato(a)                  | Vice                          | Total                         | Porcentagem                   |
| ----------------------------- | ----------------------------- | ----------------------------- | ----------------------------- |
| Cid Gomes (PPS)               | Edilson Aragão (PT)           | 48.322                        | 68,28%                        |
| Marco Prado (PFL)             | Ricardo Prado (PFL)           | 22.453                        | 31,72%                        |
| Total de votos válidos        | Total de votos válidos        | 70.775                        | 100,00%                       |
| Votos apurados                |                               |                               |                               |
| Votos válidos                 | Votos válidos                 | 70.775                        | 91,58%                        |
| Votos em branco               | Votos em branco               | 1.541                         | 1,99%                         |
| Votos nulos                   | Votos nulos                   | 4.965                         | 6,43%                         |
| Total de votos apurados       | Total de votos apurados       | 77.281                        | 100,00%                       |
| Eleitores                     |                               |                               |                               |
| Comparecimento                | Comparecimento                | 77.281                        | 84,62%                        |
| Abstenções                    | Abstenções                    | 14.045                        | 15,38%                        |
| Total de eleitores            | Total de eleitores            | 91.326                        | 100,00%                       |